# Jaime Riveros
Jaime Eduardo Riveros Valenzuela (* 27. November 1970 in Quinta de Tilcoco) ist ein ehemaliger chilenischer Fußballspieler und -trainer. Der offensive Mittelfeldspieler absolvierte 13 Länderspiele für Chile, in denen er vier Mal traf. 2001 war er Fußballer des Jahres in Chile.

## Karriere

### Verein
Jaime Riveros spielte als Jugendlicher bei Estacada in seiner Heimatstadt Quinta de Tilcoco und wechselte 1989 in die Jugend des CD O’Higgins aus der nahe gelegenen Stadt Rancagua. Dort debütierte der Riveros im Männerbereich 1990 unter Trainer Nelson Acosta, der ihn später auch zum Nationalspieler machte. In seinen ersten beiden Saisons absolvierte Riveros nur drei Ligaspiele und erzielte beim 4:0-Erfolg über Fernández Vial einen Treffer. 1992 wurde er an Zweitligist Unión Santa Cruz ausgeliehen. Nach starken Leistungen kam er 1993 zurück und wurde bei O’Higgins unter Manuel Pellegrini Stammspieler. 1994 erreichte der Klub aus dem Süden den dritten Tabellenplatz und das Finale der Copa Chile. Riveros wechselte 1995 zum CD Cobreloa, bei denen er fünf Jahre lang spielte. Ab 2001 spielte Riveros für die Santiago Wanderers, mit denen er direkt 2001 Meister wurde. Riveros wurde zudem zum Fußballer des Jahres in Chile ernannt. In der Apertura 2004 stellte Riveros einen neuen Ligarekord auf, indem er 15 Spiele in Folge traf.
Nach Stationen bei Universidad de Chile und in Kolumbien bei Deportivo Cali, mit denen er die Meisterschaft der Finalización 2005 gewann und dabei im Finalrückspiel gegen Real Cartagena einen Treffer beisteuerte, kehrte Riveros zu den Wanderers zurück, blieb allerdings nur ein halbes Jahr. Danach wechselte er zum CD Huachipato, bei dem sein Vertrag nicht verlängert wurde, und 2008 zum Everton. Mit Everton gewann er seinen dritten nationalen Meistertitel in der Apertura 2008. Nach einem Jahr beim Zweitligisten Unión Temuco und zwei Jahren beim CD Palestino beendete Riveros 2011 seine aktive Karriere.

### Nationalmannschaft
Jaime Riveros gab sein Debüt in der chilenischen Nationalmannschaft im Januar 1997 beim Freundschaftsspiel gegen Armenien. Beim 7:0-Erfolg traf er zwei Mal für sein Team. Neben Freundschaftsspielen spielte Riveros auch in Qualifikationsspielen für die Weltmeisterschaften 1998 und 2002. Für das Endturnier 1998 in Frankreich wurde Riveros nicht nominiert, für das Turnier in Südkorea und Japan 2002 qualifizierte sich Chile nicht. Sein einziges Turnier mit Chile spielte Riveros, als er an der Copa América 1997 teilnahm. Das Turnier endete für Chile bereits nach drei Niederlagen in drei Spielen in der Gruppenphase. Riveros stand beim 0:1- gegen Paraguay in der Startelf und wurde beim 0:2 gegen Argentinien in der zweiten Halbzeit eingewechselt. Im November 2001 absolvierte er sein letztes Länderspiel beim 0:0-Unentschieden in der WM-Qualifikation 2002 gegen Ecuador. Riveros kommt in 13 Länderspielen auf vier Tore.

### Trainer
Jaime Riveros war bei Deportes Santa Cruz ab 2013 tätig, den er erst an der Seite von Ítalo Díaz und später als Chef trainierte. Riveros brachte den Klub wieder in den professionellen Fußball zurück.

## Erfolge
Santiago Wanderers
- Chilenischer Meister: 2001

Deportivo Cali
- Kolumbianischer Meister: 2005-II

Everton
- Chilenischer Meister: 2008-A

## Individuelle Auszeichnungen
- Fußballer des Jahres in Chile: 2001